# فرط ضغط الدم الانقباضي
فرط ضغط الدم الانقباضي (بالإنجليزية: Systolic hypertension)‏ هو ضغط الدم المرتفع الانقباضي.
أما إذا كان ضغط الدم الانقباضي مرتفعا (أكثر من 140) وضغط الدم الانبساطي طبيعيا (أقل من 90) فيسمى بفرط ضغط الدم الانقباضي المعزول.

## الأسباب
قد يكون سبب فرط ضغط الدم الانقباضي هو انخفاض امتثال الشريان الأبهر مع يقدم العمر، مما يؤدي لزيادة الحمل على البطينين مما يقلل من جريان الدم التاجي، متسببا بتضخم البطين الأيسر وإقفار تاجي وقصور القلب.